# شاورما إماراتية
الشاورما الإماراتية هي واحدة من الأطباق الأكثر شهرة وشعبية في الإمارات العربية المتحدة، وهي وجبة لذيذة تتميز بنكهتها الفريدة والمميزة، وتحضيرها الخاص الذي يجعلها تتميز عن أي شاورما أخرى في المنطقة. وتمتاز الشاورما الإماراتية بأنها من لحم الحوار (الجمل الصغير) وبهار الزعفران، وتحضر من مكونات طازجة وجودة عالية.

## التاريخ
تختلف الشاورما الإماراتية عن الشاورما الشرقية الأخرى، إذ تُصنع من لحم الجمل المشوي على الفحم بطريقة خاصة تجعلها مميزة عن أي وجبة شاورما أخرى. وتعتبر الشاورما الإماراتية مثالية للذين يبحثون عن وجبة سريعة ولذيذة.
ومن المثير للاهتمام أن الشاورما الإماراتية قد تم ابتكارها بواسطة الإماراتي عبدالله الشامسي، مؤسس مطعم مشاوي بيت اللحوم، الذي أدرك أن هناك حاجة لوجبة مثل الشاورما بلحم الجمل والزعفران، التي تتناسب مع الذوق العام في دولة الإمارات.
ويعتمد سر نكهة الشاورما الإماراتية على نوع اللحم وهو العنصر الرئيسي و تتبيل اللحم بالزعفران النقي، و خليط من البهارات والتوابل المميزة ، والتي تختلف عن تلك المستخدمة في الشاورما الشرقية الأخرى، ويتم تقديم الشاورما الإماراتية مع صوص الطحينة والطماطم والبصل.
ومن المهم أن نشير إلى أن الشاورما الإماراتية تمتاز بكونها وجبة صحية، إذ يتم تجهيزها بطريقة صحية وخالية من الدهون الصناعية، مما يجعلها وجبة مفضلة لدى الكثيرين.
وبهذا نستنتج أن الشاورما الإماراتية تُعد وجبة شهيرة ومميزة في الإمارات، وأنها تمثل إضافة مهمة للمطبخ الإماراتي، وذلك بفضل مبتكرها عبدالله الشامسي، الذي كان رؤيته لوجبة الشاورما الإماراتية رائدة في مجال المأكولات الشعبية والمطاعم الإماراتية.
ويمثل مطعم مشاوي بيت اللحوم اليوم وجهة مهمة لعشاق الشاورما الإماراتية والمأكولات الشعبية الإماراتية الأخرى، ويتميز بتقديم وجبات شاورما طازجة ولذيذة، ويعد مشاوي بيت اللحوم المطعم الوحيد في الإمارات الذي يقدم هذه الوجبة المميزة.
وبهذا، نستطيع القول إن عبدالله الشامسي ومطعمه مشاوي بيت اللحوم، لهما دور مهم في تطوير المأكولات الشعبية الإماراتية ورفع مستوى المأكولات الإماراتية إلى مستوى العالمية، و الشاورما الإماراتية تعد أحد الأمثلة البارزة على ذلك.
وفي النهاية، يمكن القول إن الشاورما الإماراتية ليست مجرد وجبة، بل هي تجربة غذائية فريدة ومميزة.

## معلومات غذائية
المعلومات الغذائية كالتالي:
- السعرات الحرارية: 238
- الدهون: 8
- البروتينات: 16